# Casey Jones (Lokomotivführer)

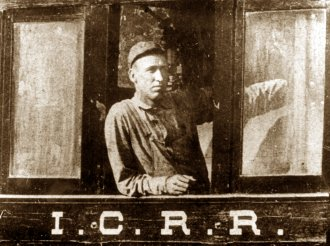
Casey Jones

John Luther Jones (* 14. März 1864 in Missouri; † 30. April 1900 in Mississippi), genannt Casey Jones, war ein US-amerikanischer Lokomotivführer, der für sein heldenhaftes Handeln bei einem Eisenbahnunfall Berühmtheit erlangte.

## Leben

### Frühe Jahre
John Luther Jones wuchs im südwestlichen Missouri auf und zog später mit seiner Familie nach Cayce (Kentucky). Mit fünfzehn Jahren begann er in einem Telegrafenbüro für die Eisenbahn zu arbeiten, wo er von seinen Kollegen – nach seiner Herkunftsstadt – Casey gerufen wurde. Ab 1890 war er Lokomotivführer der Illinois Central Railroad (I. C. R. R.) und errang bald besondere Bekanntheit durch eine Sechs-Ton-Pfeife, die er an seiner Dampflokomotive installiert hatte.

### Der „Cannonball“
Im Jahr 1900 wurde Jones eine Stelle als Lokomotivführer des berühmten Personenzuges Chicago – New Orleans, inoffiziell „Cannonball“ (Kanonenkugel), angeboten. Am 29. April desselben Jahres bat man Jones, wegen des Ausfalls des regulären Lokführers den von ihm gerade nach Memphis (Tennessee) gefahrenen „Cannonball“ unmittelbar wieder für die Rückfahrt zum 183 Meilen entfernten Canton (Mississippi) zu übernehmen. Aufgrund von Reparaturarbeiten verzögerte sich die Abfahrt um 95 Minuten. Jones wollte die Zeit wieder aufholen und fuhr schneller als gewöhnlich. Nach hundert Meilen hatte er bereits eine Stunde aufgeholt; 50 Meilen später fuhr er schon fast wieder planmäßig. Fest entschlossen, Canton pünktlich zu erreichen, fuhr er mit Volldampf 70 Meilen in der Stunde – und ließ die ganze Zeit seine berühmte Pfeife ertönen. Auch andere Züge hatten an diesem Abend Verspätung und in der kleinen Stadt Vaughan erwartete man einen Rückstau. Alle Lokomotivführer, auch Jones, wussten das und waren genau angewiesen worden, wie sie ihre Züge zu rangieren hatten.

### Unfall

Die zerstörte Strecke

Die verunglückten Wagen

Vor der Einführung moderner Signalsysteme wurde das ordnungsgemäße Rangieren von Männern mit Signalfahnen sowie durch konsequente Überwachung der Strecke gewährleistet. Trotz sorgfältiger Planung hatte einer der rangierenden Züge eine Panne und vier seiner Waggons blieben auf der Strecke des „Cannonball“ liegen. Ein Rangierarbeiter schwenkte zwar heftig seine Laterne, als Jones’ Zug vorbeifuhr, aber dieser nahm an, dass das unerwartete Signal freie Fahrt bedeuten sollte. Als sich hinter einer Kurve die freie Sicht auf den Bahnhof öffnete, erblickte Jones’ Heizer, Simeon T. Webb, in einer Entfernung von wenigen hundert Metern die Lichter des abgestellten Zuges. Jones befahl Webb „Spring, Sim, spring“, was dieser auch etwa hundert Meter vor dem Zusammenprall tat. Jones blieb auf der Maschine, es gelang ihm zwar, die Geschwindigkeit des „Cannonball“ beträchtlich zu drosseln, jedoch nicht, die Lokomotive rechtzeitig zum Stillstand zu bringen. Der Zug raste in die letzten zwei Güterwaggons des Zuges vor ihm. Jones war der einzige Tote.

## Mythos
Das mutige Handeln machte Casey Jones berühmt. Wallace Saunders, ein Eisenbahnrangierer, der den Lokomotivführer gekannt hatte, dichtete den Text einer älteren Ballade im Sinne von Jones’ Geschichte um; in dieser Fassung gelangte das Lied in den USA und später im gesamten englischen Sprachraum zu hoher Popularität.
Joe Hill dichtete die satirische Ballade „Casey Jones - The union scab“ („Casey Jones, der Streikbrecher“). Sie hinterfragt den Heldenepos und die bedingungslose Loyalität, die Jones nachgesagt wird.

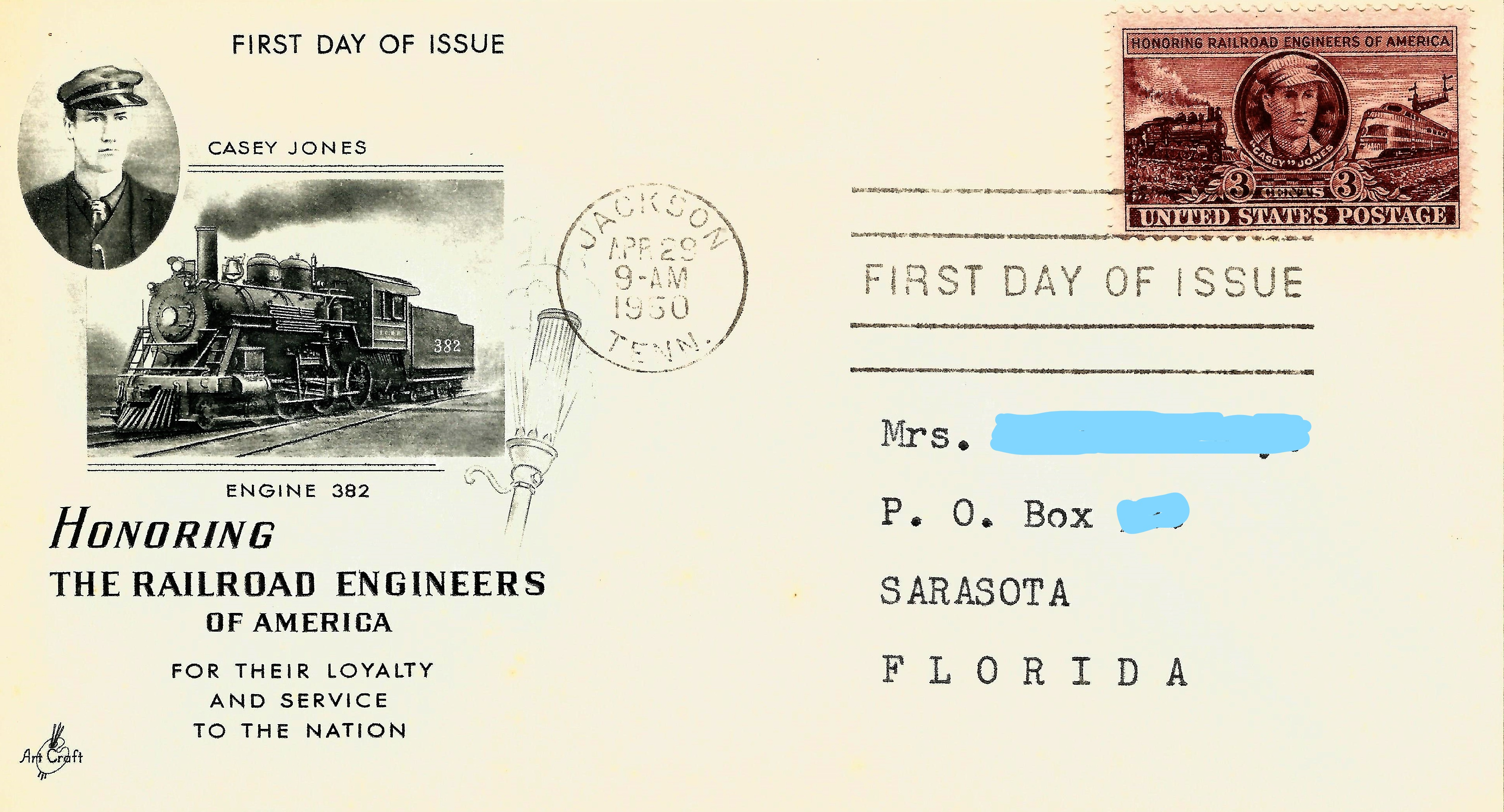
Gedenkbriefmarke der US Mail (1950) für Casey Jones mit Abbildung der 4-6-0-(Ten-Wheeler)-Dampflokomotive No. 382 der Illinois Central Railroad auf Ersttagsbrief

Der United States Postal Service gab zu Ehren von Casey Jones eine Gedenkbriefmarke aus. Der britische Sänger Brian Cassar wurde im Umfeld des Beat der frühen 1960er Jahre unter dem Pseudonym Casey Jones bekannt, seine Begleitband nannte sich The Engineers (das englische Wort bezeichnet unter anderem auch den Beruf des Lokomotivführers).
Auch in den Unterhaltungsmedien wurde der Unfall verarbeitet, so im Disney-Cartoon The brave engineer und in der The Real Ghostbusters-Folge Letzter Zug in die Ewigkeit, in der der Geist von Casey Jones die verhängnisvolle Fahrt wiederholen und den Unfall verhindern will.
Der Titel Casey Jones von den Grateful Dead, erstmals erschienen auf dem Album Workingman’s Dead von 1970, ist ebenfalls an den Vorfall angelehnt.
Im Song What‘s Next to the Moon von der australischen Hardrock-Band AC/DC aus dem Jahr 1978 wird Casey Jones und der „Cannonball“ in der ersten Strophe erwähnt. 
Im deutschsprachigen Raum erschienen Anfang der sechziger Jahre zwei Buchtitel mit Abenteuergeschichten, nämlich Casey Jones der Lokomotivführer. Für die Jugend erzählt und Casey Jones fährt wieder, beide von der Autorin Margret Haas.